# Powhatan (Carolina del Norte)
Powhatan es un área no incorporada ubicada del condado de Johnston en el estado estadounidense de Carolina del Norte.